# The Chosen Ones
The Chosen Ones és un àlbum de recopilació per la banda de finlandesa power metal Stratovarius. És un àlbum recopilatori distribuït per T&T, filial de Noise Records, l'últim amb aquesta discogràfica després que Stratovarius va decidir canviar de discogràfica i signar un nou contracte amb Nuclear Blast.

## Llista de cançons
Totes les cançons foren compostes per Timo Tolkki.
| Núm. | Títol                                                                                    | Lletra                     | Durada |
| ---- | ---------------------------------------------------------------------------------------- | -------------------------- | ------ |
| 1.   | «Black Diamond» (de l'album Visions)                                                     | Timo Kotipelto             | 5:41   |
| 2.   | «Twilight Time» (de l'album Twilight Time)                                               | Tuomo Lasila, Tolkki       | 5:52   |
| 3.   | «Father Time» (de l'album Episode)                                                       | Kotipelto, Richard Johnson | 5:05   |
| 4.   | «The Hands of Time» (de l'album Twilight Time)                                           | Lassila, Tolkki            | 5:37   |
| 5.   | «Dream With Me» (Bonus track de l'edició japonesa de l'album Destiny; música: Kotipelto) | Kotipelto                  | 5:14   |
| 6.   | «Paradise» (de l'album Visions)                                                          | Tolkki                     | 4:28   |
| 7.   | «Out of the Shadows» (de l'album Twilight Time)                                          | Lassila, Tolkki            | 4:11   |
| 8.   | «Forever» (de l'album Episode)                                                           | Tolkki                     | 3:09   |
| 9.   | «Full Moon» (Bonus track de l'edició japonesa de l'album Dreamspace)                     | Tolkki                     | 4:33   |
| 10.  | «Kiss of Judas» (de l'album Visions)                                                     | Kotipelto                  | 5:50   |
| 11.  | «S.O.S.» (de l'album Destiny)                                                            | Kotipelto, Tolkki          | 4:19   |
| 12.  | «Dreamspace» (de l'album Dreamspace)                                                     | Tolkki                     | 6:00   |
| 13.  | «Against the Wind» (de l'album Fourth Dimension)                                         | Kotipelto, Tolkki          | 3:49   |
| 14.  | «Speed of Light» (de l'album Episode)                                                    | Kotipelto                  | 3:08   |
| 15.  | «4000 Rainy Nights» (de l'album Destiny)                                                 | Tolkki                     | 5:51   |
| 16.  | «Will the Sun Rise?» (de l'album Episode)                                                | Kotipelto                  | 5:06   |

## Crèdits
- Timo Kotipelto - Veu principal (1,3,5,6,8,10,11,13-16)
- Timo Tolkki - Guitarra (1-16), veu principal (2,4,7,9,12), baix elèctric (2,4,7)
- Jari Kainulainen - baix elèctric (1,3,5,6,9-16)
- Jens Johansson - Teclats (1,3,5,6,8,10,11,13-16)
- Antti Ikonen - Teclats (2,4,7,9,12)
- Jörg Michael - Bateria (1,3,5,6,8,10,11,13-16)
- Tuomo Lassila - Bateria (2,4,7,9,12)